# Gigantopora proximalis
Gigantopora proximalis är en mossdjursart som beskrevs av Gordon 1984. Gigantopora proximalis ingår i släktet Gigantopora och familjen Gigantoporidae. Utöver nominatformen finns också underarten G. p. hispida.